# Jürgen Benvenuti
Jürgen Benvenuti (* 1972 in Bregenz) ist ein österreichischer Schriftsteller.

## Leben
Nach seinem Schulabschluss reiste er durch Europa und Afrika. Die dort gesammelten Eindrücke verarbeitete er in seinen Büchern. Er lebte zunächst in Wien und zog nach den ersten beiden Veröffentlichungen nach Berlin. Schließlich kam er nach abermals nach Wien, um seinen Zivildienst abzuleisten. Hierzu war er ein Jahr bei der Bewährungshilfe tätig. Er schreibt Thriller, Romane und Drehbücher.

## Werke (Auswahl)
- Big Deal, Innsbruck: Haymon, 2007
- Kolibri,  Innsbruck: Haymon, 2005
- Barcelona Blues, Hamburg: Europa Verl., 2003
- Eine Chance zu viel, Bergisch Gladbach: Bastei Lübbe, 2002, ISBN 3-404-14699-9
- Die Trägheit der Krokodile, Bergisch Gladbach: Bastei Lübbe, 2001
- Harter Stoff, München: dtv, 1996

### Rezension
Anne Zauner schreibt über seinen Kriminalroman Eine Chance zuviel: „Der kaum dreißigjährige Autor aus Vorarlberg hat bereits seinen siebenten Thriller vorgelegt und dabei nichts an Unterhaltung und Spannung, den wahren Insignien des Genres, eingebüßt. Benvenuti verlässt sein vertrautes Parkett nicht. Auch diesmal mischen kleinere und größere Gangster eine namenlose Großstadt auf.“